# Социал-демократическая партия (Франция)
Социал-демократическая партия (фр. Parti social-démocrate, PSD) — центристская политическая партия во Франции, которая существовала с 1973 по 1995 год. Политическое присутствие было очень локализованным, её избранные представители концентрировались в основном в Пикардии и О-де-Сен.

## История
Социал-демократическая партия была основана в 1973 году под названием Демократическое социалистическое движение Франции (фр. Mouvement démocrate socialiste de France, MDSF) в результате нескольких расколов Социалистической партии (PS). В новую организацию влились Партия социалистической демократии (PDS) Эмиля Мюллера, Демократическое социалистическое движение Макса Лежена, Либерально-социалистическое движение, Демократический социализм и Социализм за свободу и демократию. Основатели новой партии (среди них, помимо Лежена и Мюллера, также были Андре Сантини, Пьер-Кристоф Баге, Шарль Бор, Жозеф Клифа и Огюст Локер) выступали против союза с коммунистами, организованного Франсуа Миттераном от имени PS на основе Общей программы, отдавая предпочтение союзу с центристами и радикалами внутри Реформаторского движения (MR).
В 1974 году социал-демократы выставили на президентских выборах кандидатуру мэра Мюлуза Эмиля Мюллера, который занял 8-е место, получив 0,69 % голосов.
В 1978 году MDSF присоединилось к Союзу за французскую демократию (UDF), правоцентристскому альянсу, созданному для поддержки президента Валери Жискар д'Эстена.
23 октября 1982 года движение переименовано в Социал-демократическую партию (PSD).
В 1986 году к партии присоединилось Движение молодых социальных либералов.
В ноябре 1995 года PSD самораспутислась, чтобы вместе с Центром социальных демократов (CDS), центристской христианско-демократической партией, образовать новую партию, Демократическая сила под руководством Франсуа Байру, которая стала основой Нового Союза за французскую демократию (Nouvelle UDF) в сентябре 1998 года.
В январе 2007 года Андре Сантини и несколько бывших деятелей PSD, близких к Николя Саркози, решили возродить партию, которая получила название Демократический, республиканский и социальный круг (Cercle démocrate, républicain et social), но безуспешно.